# Unna Autso
Unna Autso är en sjö i Gällivare kommun i Lappland och ingår i Luleälvens huvudavrinningsområde. Sjön har en area på 0,159 kvadratkilometer och ligger 457 meter över havet. Unna Autso ligger i Sjaunja Natura 2000-område.

## Delavrinningsområde
Unna Autso ingår i det delavrinningsområde (745631-167497) som SMHI kallar för Mynnar i Sjaunjaätnos vattendragsyta. Medelhöjden är 456 meter över havet och ytan är 9,91 kvadratkilometer. Det finns ett avrinningsområde uppströms, och räknas det in blir den ackumulerade arean 12,18 kvadratkilometer. Vattendraget som avvattnar avrinningsområdet har biflödesordning 3, vilket innebär att vattnet flödar genom totalt 3 vattendrag innan det når havet efter 237 kilometer. Avrinningsområdet består mestadels av skog (29 procent) och sankmarker (65 procent). Avrinningsområdet har 0,57 kvadratkilometer vattenytor vilket ger det en sjöprocent på 5,8 procent.